# SN 1961D
SN 1961D – supernowa typu I odkryta 5 stycznia 1961 roku w galaktyce MCG +05-30-101. Jej maksymalna jasność wynosiła 16,00m.